# Sandy Hollow-Escondidas
Sandy Hollow-Escondidas – jednostka osadnicza w Stanach Zjednoczonych, w stanie Teksas, siedziba administracyjna hrabstwa Nueces.